# Chiroxiphia lanceolata
El saltarín lanceolado (Chiroxiphia lanceolata), también denominado saltarín coludo (en Panamá, Costa Rica y Colombia), saltarín cola de lanza o benítaro (en Venezuela), o toledo (en Costa Rica), es una especie de ave paseriforme de la familia Pipridae perteneciente al género Chiroxiphia. Es nativo del sureste de América Central y norte de América del Sur.

## Distribución y hábitat
Se distribuye por a costa del Pacífico del extremo suroeste de Costa Rica y Panamá (incluyendo las islas Coiba y Cébaco), el norte de Colombia a lo largo de la costa caribeña (incluyendo las regiónes de la Sierra Nevada de Santa Marta) y la Serranía del Perijá, y el norte de Venezuela al norte del río Orinoco (al este, incluyendo la isla Margarita, hasta la península de Paria), también localmente en el medio valle del Magdalena en Colombia (Tolima, Cundinamarca).
Frecuenta los niveles medios y superiores del sotobosque de los bosques húmedos, especialmente en sitios parcialmente entresacados; en áreas más abiertas se encuentra en zonas con crecimientos secundarios altos. Entre los 1000 y los 1500 m de altitud.

## Descripción

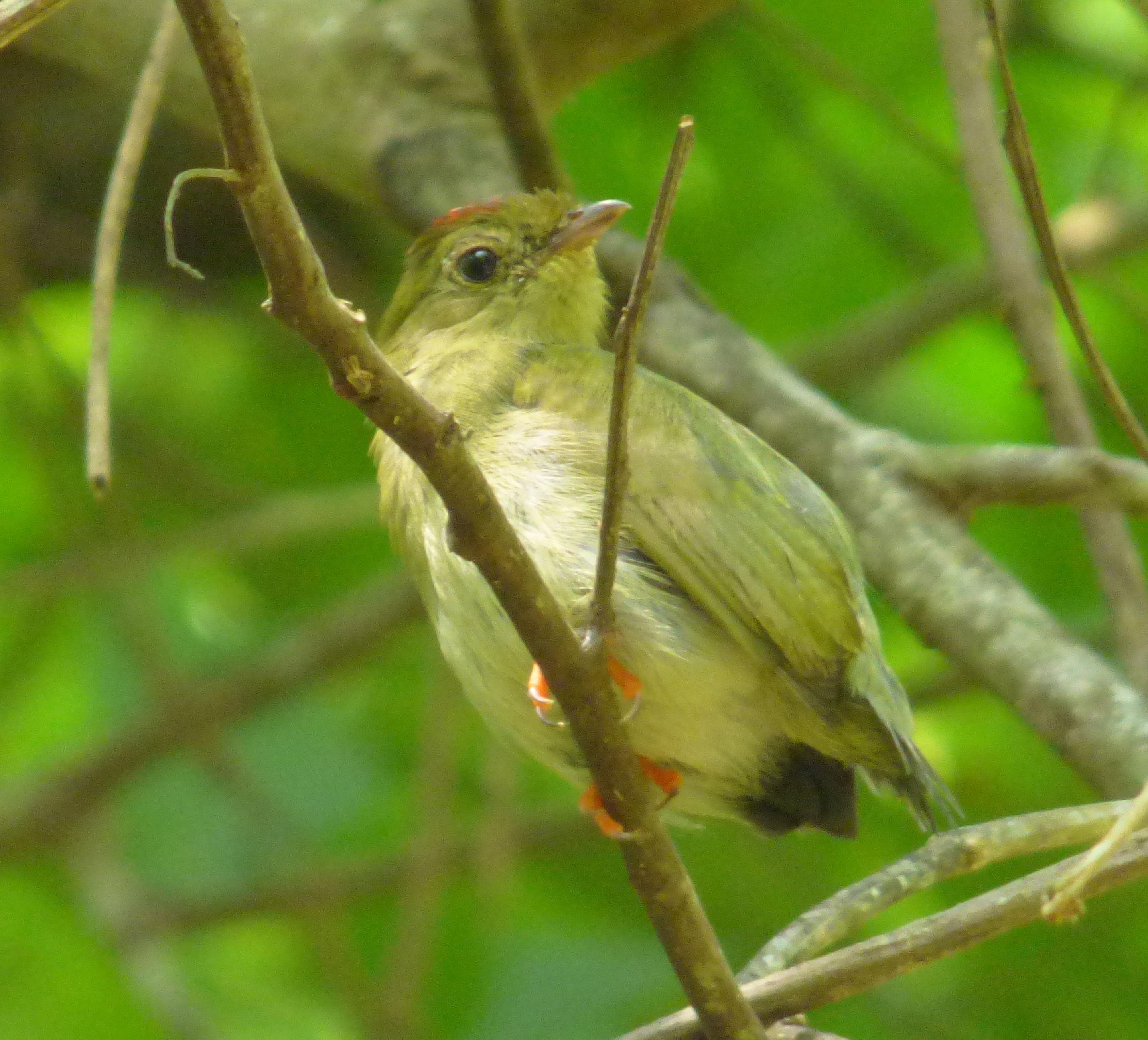
Ejemplar juvenil en Colombia.

Mide 13,5 cm de longitud y pesa entre 17,5  y 19 g. Ambos sexos tienen las dos plumas centrales de la cola alargadas formando una punta. Las timoneras centrales alargan 1 cm la longitud de los machos. Presenta dimorfismo sexual. La mayoría del plumaje del macho es negro, con las plumas alargadas de la corona, en forma de cresta corta, color rojo carmesí; el lomo azul celeste brillante y las partes inferiores con un tinte verdoso opaco. El iris es castaño, el pico negro y las patas anaranjadas. La hembra tiene el plumaje de las partes superiores y el pecho color verde oliva; la garganta oliva grisácea y el abdomen de amarillenta a blancuzco grisáceo.

## Comportamiento

### Alimentación
Busca alimento principalmente al amanecer revoloteando frente a arbustos y árboles pequeños para arrancar los frutos.

### Reproducción
Los machos realizan exhibiciones en grupo para atraer a las hembras y dos machos cooperan entre sí al danzar frente a la hembra que los observa. La danza consiste en un salto simple, para arriba y para abajo desde una percha (sin «rueda de carreta» como en Chiroxiphia linearis).
Construye un nido en forma de cuenco en un árbol. La hembra pone dos huevos color crema con motas color marrón y los incuba durante 20 días.

### Vocalización
Los llamados son bastante diferentes entre sí: el más frecuente es un meloso «doh» o «dii-o», algunas veces un arrastrado «douii-oh». Ambos sexos dan un gruñido más nasal.

## Sistemática

### Descripción original
La especie C. lanceolata fue descrita por primera vez por el naturalista alemán Johann Georg Wagler en 1830 bajo el nombre científico Pipra lanceolata; la localidad tipo dada fue: «Cayena, Guayana Francesa», corregido posteriormente para «región del Cerro Turumiquire, Sucre, Venezuela».

### Etimología
El nombre genérico femenino «Chiroxiphia» se compone de las palabras del griego «kheir» o «kheiros» que significa ‘mano’ (en referencia al ala) y «xiphos» que significa ‘espada’, ‘sable’; y el nombre de la especie «lanceolata», proviene del latín «lanceolatus» que significa ‘lanceolado’, ‘con perfil de lanza’.

### Taxonomía
Algunas veces fue tratada como conespecífica con  Chiroxiphia linearis y C. pareola. Es monotípica.